# Cadillac Place
Cadillac Place (do roku 2001 General Motors Building) je mrakodrap v Detroitu. Nachází se na West Grand Boulevardu v obchodní čtvrti New Center. Od června 1978 je zapsán na seznamu National Historic Landmark.
Stavbu objednal zakladatel firmy General Motors William C. Durant a základní kámen byl položen 2. června 1919. Autorem projektu byl hlavní americký tvůrce industriální architektury Albert Kahn a stavební práce byly svěřeny firmě Thompson–Starrett Company. Budova byla dokončena v roce 1922 a o rok později se stala hlavním sídlem společnosti. Po svém otevření byla s 1800 místnostmi největší kancelářskou budovou na světě po newyorské Equitable Building. Původně se měla jmenovat po Durantovi, což připomínají iniciály D viditelné na fasádě, avšak po jeho odvolání z vedení společnosti dostal přednost název „General Motors Building“.
Budova má patnáct podlaží a celkovou výšku přes 67 m. Podlahová plocha dosahuje celkem 402 700 m². Mrakodrap je postaven v klasicistním stylu a zvenčí je obložen vápencem. Má čtyři paralelní křídla spojená dvoupatrovou centrální chodbou, toto řešení umožnilo přirozené osvětlení a větrání všech kanceláří. Základnu budovy lemuje kolonáda s iónskými sloupy, další kolonády se nacházejí na vrcholu každého křídla. V objektu funguje 31 výtahů. V roce 1927 byl vybudován podzemní tunel spojující budovu s Fisher Building. General Motors Building byla v minulosti také propojena mostem s budovou Argonaut Building, v níž sídlily firemní laboratoře. 
V roce 2001 se General Motors přestěhovalo do nového sídla Renaissance Center. Novým majitelem objektu se stala New Center Development, Inc., která ji pronajala státu Michigan. Budova prošla rozsáhlou rekonstrukcí, kterou vedl Eric J. Hill, a dostala nový název připomínající zakladatele Detroitu Antoina de Lamothe-Cadillac. Slouží jako sídlo vládních úřadů a od roku 2011 je ve vlastnictví Michigan Economic Development Corporation.  